# Arthur Useldinger
Arthur Useldinger (* 8. Juli 1904 in Esch an der Alzette; † 15. März 1978 ebenda) war ein luxemburgischer Politiker (KPL) und Widerstandskämpfer gegen die NS-Besatzung.

## Leben
Useldinger arbeitete als Hüttenwerker bei Arbed. Seit 1932 war er Mitglied der Kommunistischen Partei Luxemburgs (KPL). 1933 gründete er die Gesellschaft der Freunde der Sowjetunion (nach dem Krieg war er Vorsitzender der Gesellschaft Luxembourg-URSS). Seit 1934 war er Sekretär des Escher Freidenkervereins und Mitarbeiter der KP-Zeitung Volksstimme.
Nach der Besetzung Luxemburgs durch deutsche Truppen 1940 gehörte er zur Leitung des kommunistischen Widerstands und war Herausgeber der illegalen Zeitschrift Die Wahrheit. 
Von 1945 bis zu seinem Tode 1978 gehörte Useldinger als Abgeordneter dem luxemburgischen Parlament an. Von 1945 bis 1949 und erneut von 1970 bis 1978 war er Bürgermeister von Esch an der Alzette, der zweitgrößten Stadt des Landes. Er war langjähriges Mitglied des ZK und des Politbüros des ZK der KPL.
Arthur Useldinger war seit 1940 verheiratet mit Yvonne Useldinger, einer Widerstandskämpferin, Ravensbrück-Überlebenden und späteren Vorsitzenden des Frauenverbandes Union des Femmes Luxembourgeoises.

## Ehrungen
- In Esch an der Alzette ist eine Straße nach ihm benannt.